# Dagor Dagorath
En los escritos preliminares de El Silmarillion, las intenciones de J. R. R. Tolkien eran terminar con una poderosa profecía de Mandos (tan poderosa como el Hado de los Noldor) en donde se habla de la Dagor Dagorath («la Batalla de las Batallas» en sindarin) o la Batalla Final.

## Historia

### Historia previa
Resumiendo toda la larga historia de Arda, la creada por los cantos de los Ainür, en presencia de Ilúvatar, Morgoth, desde el principio, quiso destruir lo que hacían los otros Valar, pervertirlo, y hacerlo, según él, mejor. Por eso dañó y quemó algunas montañas, y por eso, destruyó los Dos Árboles de Valinor: Telperion y Laurelin. Sin embargo, Los Valar no se quedaron quietos y le declararon la guerra. Morgoth fue dos veces atado con la cadena Angainor. La primera, durante 3 edades, pero la última por toda la eternidad en la Guerra de la Cólera. Sin embargo, una profecía hablaba de cómo Morgoth lograría liberarse finalmente de la cadena Angainor, romper las Puertas de la Noche, donde lo habían arrojado, y salir para atacar a Arda y a los Valar, logrando destruir el Sol y la Luna. Sauron recuperaría su poder (después de haber sido destruido) y se levantaría con todo su poder, muy fortalecido, como lugarteniente de Morgoth y acompañado posiblemente de sus sirvientes.

### La "Batalla de las Batallas"
En esta última batalla, Eärendil se reunirá en las explanadas de Valinor con Manwë, Tulkas, Oromë, Eönwë, Fingolfin, Túrin y Beren, el resto de los Valar y todos los pueblos libres de la Tierra Media, elfos, enanos y hombres, e incluso Ar-Phârazon. Ellos lucharán contra Melkor, y sus ejércitos de Orcos, y demás bestias. Sauron, el maia, también estará de su lado, luchando contra los Valar. Se dice en la profecía que Tulkas se enfrentará en singular batalla ante Melkor, pero no será sino por las manos de Túrin Turambar, blandiendo su espada Gurthang, como Melkor encontrará su fin, ya que la espada reclamaría venganza por la familia de su amo (recuérdese que Morgoth había maldecido a la familia de Túrin Turambar), y en general, por toda la humanidad. Gurthang atravesará el corazón negro de Melkor, causándole así su fin definitivamente. Según otras versiones de la profecía, Eönwë será quien ejecute a Melkor en vez de Túrin. Los personajes principales de El Hobbit o El Señor de los Anillos (a excepción de Sauron) no aparecen en ningún manuscrito.

### Final
Una vez acabada la batalla, las montañas de las Pelóri se derrumbarán (ya sea resultado de la batalla o por la falta de necesidad de éstas, ya que fueron erigidas como murallas para la tierra de Valinor) y Arda será destruida. De esta manera, los Silmarils serán recuperados. Fëanor será soltado de su cautiverio en las estancias de Mandos y su misión será hacer lo que no quiso antes de la Primera Edad: entregarle los Silmarils a Yavanna y revelar el secreto para abrirlos, y así permitir que la luz y la vida regrese a los Dos Árboles de los Valar.
Posteriormente, una nueva Música de los Ainur será cantada en coro junto con los Hombres. Este tema resultará en un nuevo mundo conocido como Arda Redimida, terminando así la Historia de Arda.